# Skeleton ai II Giochi olimpici giovanili invernali
Le gare di skeleton dei II Giochi olimpici giovanili invernali di Lillehammer 2016 si sono svolte il 19 febbraio sulla pista olimpica omonima. Sono state disputate due gare: il singolo femminile e quello maschile.

## Podi

### Ragazze
| Evento           | Oro                   | Tempo   | Argento      | Tempo   | Bronzo         | Tempo   |
| Singolo dettagli | Ashleigh Fay Pittaway | 1'50"23 | Hannah Neise | 1'51"19 | Agathe Bessard | 1'52"45 |

### Ragazzi
| Evento           | Oro              | Tempo   | Argento             | Tempo   | Bronzo          | Tempo   |
| Singolo dettagli | Evgenij Rukosuev | 1'47"30 | Alexander Hestengen | 1'47"94 | Robin Schneider | 1'48"10 |

## Medagliere
| Pos.   | Paese         | Oro | Argento | Bronzo | Totale |
| ------ | ------------- | --- | ------- | ------ | ------ |
| 1      | Gran Bretagna | 1   | 0       | 0      | 1      |
| 1      | Russia        | 1   | 0       | 0      | 1      |
| 3      | Germania      | 0   | 1       | 1      | 2      |
| 4      | Norvegia      | 0   | 1       | 0      | 1      |
| 5      | Francia       | 0   | 0       | 1      | 1      |
| Totale | Totale        | 2   | 2       | 2      | 6      |